# Britta Schall Holberg
Britta Schall Caroc Holberg (25 de julho de 1941 - 23 de fevereiro de 2022) foi uma política dinamarquesa. Membro do partido Venstre, foi Ministra do Interior de 1982 a 1986, Ministra da Agricultura de 1986 a 1987, e foi membro do Folketing de 1984 a 1988 e novamente de 2005 a 2011. Ela faleceu a 23 de fevereiro de 2022, aos 80 anos.